# Regierung Senegals

Staatswappen

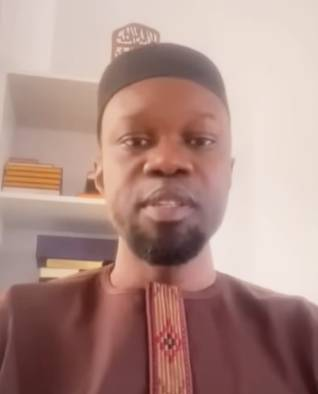
Premierminister Ousmane Sonko (2023)

Die Regierung Senegals (Gouvernement du Senegal) lenkt und koordiniert die Politik der Nation unter der Leitung des Premierministers. Er ist dem Präsidenten der Republik und der Nationalversammlung gegenüber verantwortlich. Die gegenwärtige Regierung unter Premierminister Ousmane Sonko amtiert nach der Präsidentschaftswahl 2024 seit dem 5. April 2024; für den Premierminister ist es die erste Amtsperiode.

## Verfassungsrechtliche Stellung
Die verfassungsmäßigen Rechte und Pflichten der Regierung ergeben sich im Wesentlichen aus Artikel 42, 49, 53 bis 57, 85 und 86 der Verfassung Senegals.
Erster Schritt der Regierungsbildung ist die Ernennung des Premierministers durch den Präsidenten der Republik. Auf seinen Vorschlag ernennt er sodann die Minister und bestimmt ihren Geschäftsbereich. Der Präsident hat den Vorsitz im Ministerrat. Er kann jederzeit den Premierminister und damit die ganze Regierung entlassen. Auch die Entlassung einzelner Minister fällt in seine Zuständigkeit.
Die Mitgliedschaft in der Regierung ist unvereinbar mit einem parlamentarischen Mandat oder einer bezahlten öffentlichen oder privaten beruflichen Tätigkeit.
Nach seiner Ernennung gibt der Premierminister eine allgemeine Grundsatzerklärung vor der Nationalversammlung ab. Im Anschluss an diese Erklärung findet eine Debatte statt, in deren Anschluss der Premierminister die Vertrauensfrage stellen kann. Im Falle eines Vertrauensvotums wird es mit der absoluten Mehrheit der Mitglieder der Nationalversammlung erteilt.
Die Regierung ist eine kollegiale und solidarische Verfassungsinstitution. Der Rücktritt des Premierministers oder jedes andere Ausscheiden aus dem Amt führt zum Rücktritt aller Regierungsmitglieder.
Der Premierminister verfügt über die staatliche Verwaltung und über die Besetzung der gesetzlich festgelegten nichtmilitärischen Stellen. Er stellt die Ausführung der Gesetze sicher und hat im Rahmen der Verfassung die Befugnis, Verordnungen (Dekrete) zu erlassen. Die Verordnungen des Premierministers werden von den für ihre Ausführung verantwortlichen Regierungsmitgliedern gegengezeichnet. Der Premierminister führt den Vorsitz in den interministeriellen Räten. Er leitet die Ministertreffen oder ernennt zu diesem Zweck einen Minister. Er kann bestimmte Befugnisse an die Minister übertragen.
Die Abgeordneten der Nationalversammlung haben das Recht, Parlamentarische Anfragen an den Premierminister oder andere Regierungsmitglieder richten, die diese beantworten müssen. Der Premierminister und andere Regierungsmitglieder stehen der Nationalversammlung auch für Fragestunden zur Verfügung.
Der Premierminister kann nach Beratung im Ministerrat ein Regierungsvorhaben oder eine allgemeine Regierungserklärung mit der Vertrauensfrage zu verbinden. Die Abstimmung darf erst zwei Tage nach dem Stellen der Vertrauensfrage stattfinden. Verfehlt die Vertrauensfrage die absolute Mehrheit der Mitglieder der Nationalversammlung, führt dies zum kollektiven Rücktritt der Regierung. Die Nationalversammlung kann den Rücktritt der Regierung durch Abstimmung über einen Misstrauensantrag veranlassen. Wird der Misstrauensantrag angenommen, so reicht der Premierminister bei dem Präsidenten der Republik unverzüglich den Rücktritt der Regierung ein.
Der Premierminister kann nach Beratung im Ministerrat vor der Nationalversammlung die Vertrauensfrage für die Abstimmung über den Entwurf eines Haushaltsgesetzes stellen. In diesem Fall gilt der Entwurf als angenommen, wenn nicht ein innerhalb von 24 Stunden eingereichter Misstrauensantrag zum Erfolg führt.

## Zusammensetzung
Nach der Wahl von Bassirou Diomaye Faye als Präsident der Republik gab es verfassungsgemäß eine Regierungsneubildung. Am 5. April 2024 wurde das Kabinett Sonko ernannt. Ihm gehören 25 Minister an, darunter vier Frauen.
Wegen weiterer Einzelheiten, auch zu früheren Regierungskabinetten, siehe die ausklappbare Navigationsleiste unten.